# 33 Dywizja Piechoty (Imperium Rosyjskie)
33 Dywizja Piechoty (ros. 33-я пехотная дивизия) – dywizja piechoty Armii Imperium Rosyjskiego, w tym okresu działań zbrojnych I wojny światowej.

## Charakterystyka
W 1914 wchodziła w skład 21 Korpusu Armijnego. Sztab dywizji stacjonował w Kijowie. W tym czasie dywizja etatowo posiadała cztery pułki po cztery bataliony oraz brygadę artylerii polowej z 6 bateriami po 8 dział. Doświadczenie zdobyte podczas walk na frontach I wojny światowej  skutkowało zmianami organizacyjnymi. Zimą z 1916 na 1917 rozpoczęto reorganizację dywizji piechoty. Zredukowano liczbę batalionów z 16 do 12 i zmniejszono liczbę dział polowych na mniej aktywnych odcinkach frontu.

## Struktura organizacyjna
Organizacja w 1914
- 1 Brygada Piechoty (Kijów)
  - 129 Besarabski pułk piechoty (Kijów)
  - 130 Chersoński pułk piechoty (Kijów)
- 2 Brygada Piechoty (Kijów)
  - 131 Tyraspolski pułk piechoty (Kijów)
  - 132 Benderski pułk piechoty (Kijów)
- 33 Brygada Artylerii (Kijów)